# Az MTK Budapest FC 2010–2011-es szezonja
Az MTK Budapest FC 2010–2011-es szezonja szócikk az MTK Budapest FC első számú férfi labdarúgócsapatának egy idényéről szól, mely összességében a 102. idénye volt a csapatnak a magyar első osztályban. A klub fennállásának ekkor volt a 122. évfordulója. A 15. lett és így kiesett az NB II-be (Nyugati csoport).

## Mérkőzések
| Színmagyarázat | Színmagyarázat |
| -------------- | -------------- |
|                | Győzelem.      |
|                | Döntetlen.     |
|                | Vereség.       |

### Monicomp Liga 2010–11

#### Őszi fordulók
| 1. forduló 2010. július 31. 19:00 |

| MTK Budapest                                                                               | 4 – 2               | Kecskeméti TE                                              |
| ------------------------------------------------------------------------------------------ | ------------------- | ---------------------------------------------------------- |
| Tischler 6' Kanta 28' Pintér 63' Könyves 71' 88′ Pátkai 53' Szabó 67' Pál 90+3' Sütő 90+3' | (2 – 2) Jegyzőkönyv | Litsingi 32' Tököli 33' 85' Csordás 77' Čukić 78' Bori 89′ |

| Hidegkuti Nándor Stadion, Budapest Nézőszám: 700 Játékvezető: Vad II. István (magyar) |

| 2. forduló 2010. augusztus 7. 17:30 |

| Budapest Honvéd                                 | 1 – 2               | MTK Budapest                                                                   |
| ----------------------------------------------- | ------------------- | ------------------------------------------------------------------------------ |
| Botis 62' 88' Debreceni 9′ Hajdú 53' Cuerda 55′ | (0 – 1) Jegyzőkönyv | Kanta 10' (11-esből) Tischler 73' Vukadinovic 20' Pátkai 27' Gál 41' Pál 90+2' |

| Bozsik József Stadion, Budapest Nézőszám: 1 100 Játékvezető: Iványi Zoltán (magyar) |

| 3. forduló 2010. augusztus 14. 17:30 |

| MTK Budapest         | 0 – 3               | Videoton                                          |
| -------------------- | ------------------- | ------------------------------------------------- |
| Szabó 29' Sütő 90+2' | (0 – 1) Jegyzőkönyv | Alves 10' 51' Vasiljević 65' Lázár 11' Sándor 35' |

| Hidegkuti Nándor Stadion, Budapest Nézőszám: 1 200 Játékvezető: Bede Ferenc (magyar) |

| 4. forduló 2010. augusztus 22. 20:00 |

| Győri ETO                   | 1 – 1               | MTK Budapest                         |
| --------------------------- | ------------------- | ------------------------------------ |
| Trajković 48' Ganugrava 56' | (0 – 1) Jegyzőkönyv | Kanta 28' 24' Ladányi 76' Sütő 90+1' |

| ETO Park, Győr Nézőszám: 3 000 Játékvezető: Takács János (magyar) |

| 5. forduló 2010. augusztus 27. 19:00 |

| MTK Budapest     | 1 – 0               | Újpest |
| ---------------- | ------------------- | ------ |
| Tischler 89' 90' | (0 – 0) Jegyzőkönyv |        |

| Hidegkuti Nándor Stadion, Budapest Nézőszám: 1 800 Játékvezető: Kassai Viktor (magyar) |

| 6. forduló 2010. szeptember 11. 18:00 |

| BFC Siófok | 0 – 0               | MTK Budapest |
| ---------- | ------------------- | ------------ |
| Graszl 62' | (0 – 0) Jegyzőkönyv | Szabó 73'    |

| Révész Géza utcai stadion, Siófok Nézőszám: 500 Játékvezető: Szabó Zsolt (magyar) |

| 7. forduló 2010. szeptember 16. 19:00 |

| MTK Budapest                                | 4 – 0               | Vasas                                  |
| ------------------------------------------- | ------------------- | -------------------------------------- |
| Tischler 18' 36' (11-esből) Gál 28' Pál 86' | (3 – 0) Jegyzőkönyv | Pavičević 31' Loussaief 38' Arnaut 47' |

| Hidegkuti Nándor Stadion, Budapest Nézőszám: 1 500 Játékvezető: Takács János (magyar) |

| 8. forduló 2010. október 9. 17:00 |

| MTK Budapest           | 0 – 2               | Kaposvári Rákóczi                     |
| ---------------------- | ------------------- | ------------------------------------- |
| Ladányi 39' Pátkai 53' | (0 – 1) Jegyzőkönyv | Perić 31' Oláh 70' Grúz 51' Okuka 62' |

| Hidegkuti Nándor Stadion, Budapest Nézőszám: 800 Játékvezető: Fábián Mihály (magyar) |

- Elhalasztott mérkőzés.

| 9. forduló 2010. október 1. 19:00 |

| Ferencváros                                                          | 3 – 0               | MTK Budapest          |
| -------------------------------------------------------------------- | ------------------- | --------------------- |
| Sütő 8' (öngól) 25' (öngól) Csizmadia 84' Stanić 55' Rodenbücher 78' | (2 – 0) Jegyzőkönyv | Vadnai 23' Pátkai 50' |

| Albert Flórián Stadion, Budapest Nézőszám: 5 000 Játékvezető: Szabó Zsolt (magyar) |

| 10. forduló 2010. október 16. 15:00 |

| MTK Budapest                          | 0 – 0               | Debreceni VSC                  |
| ------------------------------------- | ------------------- | ------------------------------ |
| Vukadinović 43' Tischler 53' Sütő 61' | (0 – 0) Jegyzőkönyv | Varga 79' Kiss 90' Simać 90+2' |

| Hidegkuti Nándor Stadion, Budapest Nézőszám: 1 000 Játékvezető: Kassai Viktor (magyar) |

| 11. forduló 2010. október 23. 13:00 |

| Szolnoki MÁV                                           | 2 – 1               | MTK Budapest                                                |
| ------------------------------------------------------ | ------------------- | ----------------------------------------------------------- |
| Stanisić 17' Remili 68' (11-esből) Rézsó 50' Vörös 83' | (1 – 0) Jegyzőkönyv | Tischler 50' Sütő 67′ Kanta 70' Nikházi 77' Vukadinović 82' |

| Tiszaligeti stadion, Szolnok Nézőszám: 1 500 Játékvezető: Németh Ádám (magyar) |

| 12. forduló 2010. október 30. 17:00 |

| MTK Budapest                                              | 3 – 4               | Zalaegerszegi TE                                                    |
| --------------------------------------------------------- | ------------------- | ------------------------------------------------------------------- |
| Könyves 53' Ladányi 64' Eppel 84' Szatmári 42' Vukmir 55' | (0 – 3) Jegyzőkönyv | Balázs 10' 59' Simon 34' 33' Linval 42' (11-esből) Panikvar 90' 53' |

| Hidegkuti Nándor Stadion, Budapest Nézőszám: 500 Játékvezető: Szilasi Szabolcs (magyar) |

| 13. forduló 2010. november 6. 16:00 |

| Haladás                                     | 2 – 0               | MTK Budapest                      |
| ------------------------------------------- | ------------------- | --------------------------------- |
| Simon 24' Kenesei 45' Oross 47' Guzmics 86' | (2 – 0) Jegyzőkönyv | Ladányi 48' Vadnai 55' Vukmir 65' |

| Rohonci úti stadion, Szombathely Nézőszám: 3 000 Játékvezető: Vad II. István (magyar) |

| 14. forduló 2010. november 12. 17:00 |

| MTK Budapest                    | 2 – 1               | Lombard Pápa                     |
| ------------------------------- | ------------------- | -------------------------------- |
| Könyves 75' Eppel 79' Szabó 43' | (0 – 1) Jegyzőkönyv | Abwo 17' Bárányos 43' Takács 55' |

| Hidegkuti Nándor Stadion, Budapest Nézőszám: 800 Játékvezető: Takács János (magyar) |

| 15. forduló 2010. november 20. 16:00 |

| Paksi FC | 1 – 1               | MTK Budapest                       |
| -------- | ------------------- | ---------------------------------- |
| Böde 81' | (0 – 0) Jegyzőkönyv | Könyves 73' Vukmir 66' Kanta 90+1' |

| Fehérvári úti stadion, Paks Nézőszám: 1 000 Játékvezető: Farkas Ádám (magyar) |

| 16. forduló 2010. november 27. 16:00 |

| Kecskeméti TE                                                               | 3 – 0               | MTK Budapest                        |
| --------------------------------------------------------------------------- | ------------------- | ----------------------------------- |
| Tököli 14' 31' Savić 17' (11-esből) 22' Dosso 71' Čukić 83' Alempijević 90' | (3 – 0) Jegyzőkönyv | Kelemen 16' Könyves 27' Ladányi 83' |

| Széktói Stadion, Kecskemét Nézőszám: 1 300 Játékvezető: Bede Ferenc (magyar) |

#### Tavaszi fordulók
| 17. forduló 2011. február 26. 15:00 |

| MTK Budapest                                    | 3 – 1               | Budapest Honvéd                      |
| ----------------------------------------------- | ------------------- | ------------------------------------ |
| Sütő 43' Urbán 76' 84' Eppel 90+1' Szekeres 79' | (1 – 1) Jegyzőkönyv | Lovrić 25' Debreceni 55' Horváth 82' |

| Hidegkuti Nándor Stadion, Budapest Nézőszám: 1 200 Játékvezető: Bognár Tamás (magyar) |

| 18. forduló 2011. március 5. 17:30 |

| Videoton                      | 2 – 1               | MTK Budapest  |
| ----------------------------- | ------------------- | ------------- |
| Alves 45' (11-esből) Elek 78' | (1 – 1) Jegyzőkönyv | Frank 28' 82' |

| Sóstói Stadion, Székesfehérvár Nézőszám: 3 075 Játékvezető: Andó-Szabó Sándor (magyar) |

| 19. forduló 2011. március 11. 17:00 |

| MTK Budapest                                 | 0 – 0               | Győri ETO               |
| -------------------------------------------- | ------------------- | ----------------------- |
| Könyves 38' Kanta 76' Urbán 84' Tischler 87' | (0 – 0) Jegyzőkönyv | Völgyi 10' Stanišić 12' |

| Hidegkuti Nándor Stadion, Budapest Nézőszám: 1 000 Játékvezető: Miquel Alvaro Garcia (chilei) |

| 20. forduló 2011. március 20. 17:30 |

| Újpest                                                              | 2 – 1               | MTK Budapest          |
| ------------------------------------------------------------------- | ------------------- | --------------------- |
| Ahjupera 24' 85' Balajti 58' Takács 62' Böőr 65' Kiss 84' Simek 90' | (1 – 0) Jegyzőkönyv | Kanta 74' Könyves 84' |

| Szusza Ferenc Stadion, Budapest Nézőszám: 3 300 Játékvezető: Vad II. István (magyar) |

| 21. forduló 2011. április 2. 17:00 |

| MTK Budapest                     | 1 – 2               | BFC Siófok                |
| -------------------------------- | ------------------- | ------------------------- |
| Sütő 57' Vadnai 19' Tischler 52' | (0 – 1) Jegyzőkönyv | Délczeg 39' 78' Fehér 56' |

| Hidegkuti Nándor Stadion, Budapest Nézőszám: 750 Játékvezető: Fábián Mihály (magyar) |

| 22. forduló 2011. április 8. 17:00 |

| Vasas                             | 1 – 1               | MTK Budapest                                                               |
| --------------------------------- | ------------------- | -------------------------------------------------------------------------- |
| Ferenczi 65' (11-esből) Arsić 66' | (0 – 1) Jegyzőkönyv | Tischler 37' Vukmir 30' Vukadinović 42' Ladányi 58' Hegedüs 63′ Sütő 90+2′ |

| Illovszky Rudolf Stadion, Budapest Nézőszám: 1 500 Játékvezető: Veizer Roland (magyar) |

| 23. forduló 2011. április 16. 18:00 |

| Kaposvári Rákóczi     | 2 – 1               | MTK Budapest            |
| --------------------- | ------------------- | ----------------------- |
| Oláh 38' 39' Máté 83' | (1 – 1) Jegyzőkönyv | Tischler 14' Pátkai 80' |

| Rákóczi Stadion, Kaposvár Nézőszám: 2 000 Játékvezető: Andó-Szabó Sándor (magyar) |

| 24. forduló 2011. április 24. 17:30 |

| MTK Budapest                     | 1 – 3               | Ferencváros                                   |
| -------------------------------- | ------------------- | --------------------------------------------- |
| Könyves 65' Vukmir 24' Hajdú 89' | (0 – 0) Jegyzőkönyv | Schembri 66' 72' Maróti 86' 60' Miljković 83' |

| Hidegkuti Nándor Stadion, Budapest Nézőszám: 3 00 Játékvezető: Kassai Viktor (magyar) |

| 25. forduló 2011. április 27. 18:30 |

| Debreceni VSC                     | 3 – 1               | MTK Budapest |
| --------------------------------- | ------------------- | ------------ |
| Šimac 27' Ramos 28' Coulibaly 75' | (2 – 1) Jegyzőkönyv | Pátkai 15'   |

| Oláh Gábor utcai stadion, Debrecen Nézőszám: 3 800 Játékvezető: Szilasi Szabolcs (magyar) |

| 26. forduló 2011. április 30. 18:00 |

| MTK Budapest       | 1 – 0               | Szolnoki MÁV  |
| ------------------ | ------------------- | ------------- |
| Pál 35' Pátkai 16' | (1 – 0) Jegyzőkönyv | Miličić 90+1' |

| Hidegkuti Nándor Stadion, Budapest Nézőszám: 700 Játékvezető: Szabó Zsolt (magyar) |

| 27. forduló 2011. május 6. 19:00 |

| Zalaegerszegi TE                 | 1 – 0               | MTK Budapest   |
| -------------------------------- | ------------------- | -------------- |
| Turkovs 57' Delić 68' Kovács 84' | (0 – 0) Jegyzőkönyv | Gál 4' Pál 73' |

| ZTE Aréna, Zalaegerszeg Nézőszám: 1 700 Játékvezető: Fábián Mihály (magyar) |

| 28. forduló 2011. május 11. 20:00 |

| MTK Budapest                             | 0 – 3               | Haladás                                                                 |
| ---------------------------------------- | ------------------- | ----------------------------------------------------------------------- |
| Hajdú 6' Ladányi 11' Hrepka 58′ Sütő 68′ | (0 – 1) Jegyzőkönyv | Kenesei 33' 6' Fodrek 81' Halmosi 87' Oross 4' Lengyel 22' Schimmer 24' |

| Hidegkuti Nándor Stadion, Budapest Nézőszám: 550 Játékvezető: Vad II. István (magyar) |

| 29. forduló 2011. május 14. 19:00 |

| Lombard Pápa         | 0 – 2               | MTK Budapest                            |
| -------------------- | ------------------- | --------------------------------------- |
| Rebryk 53' Marić 81' | (0 – 1) Jegyzőkönyv | Tischler 30' Pátkai 77' Vukadinović 45' |

| Perutz Stadion, Pápa Nézőszám: 1 200 Játékvezető: Kassai Viktor (magyar) |

| 30. forduló 2011. május 21. 17:30 |

| MTK Budapest         | 3 – 4               | Paksi FC                                          |
| -------------------- | ------------------- | ------------------------------------------------- |
| Tischler 37' 52' 65' | (1 – 1) Jegyzőkönyv | Csehi 2' Magasföldi 63' Böde 67' 78' Mészáros 74' |

| Hidegkuti Nándor Stadion, Budapest Nézőszám: 600 Játékvezető: Oláh Gábor (magyar) |

#### A bajnokság végeredménye
| #   | Csapat              | M  | GY | D  | V  | G+ – G– | GK  | P                                                      | Megjegyzések                                   |
| --- | ------------------- | -- | -- | -- | -- | ------- | --- | ------------------------------------------------------ | ---------------------------------------------- |
| 1.  | Videoton (B)        | 30 | 18 | 7  | 5  | 59–29   | +30 | 61                                                     | 2011–2012-es Bajnokok Ligája – 2. selejtezőkör |
| 2.  | Paksi FC            | 30 | 17 | 5  | 8  | 54–38   | +16 | 56                                                     | 2011–2012-es Európa-liga – 1. selejtezőkör     |
| 3.  | Ferencváros         | 30 | 15 | 5  | 10 | 50–43   | +7  | 50                                                     | 2011–2012-es Európa-liga – 1. selejtezőkör     |
| 4.  | Zalaegerszegi TE    | 30 | 14 | 6  | 10 | 51–47   | +4  | 48 \|rowspan="8" style="background-color: #fafafa;" \| |                                                |
| 5.  | Debreceni VSCCV, K  | 30 | 12 | 10 | 8  | 53–43   | +10 | 46                                                     |                                                |
| 6.  | Újpest              | 30 | 13 | 6  | 11 | 50–38   | +12 | 45                                                     |                                                |
| 7.  | Kaposvári Rákóczi   | 30 | 13 | 4  | 13 | 41–42   | −1  | 43                                                     |                                                |
| 8.  | Haladás             | 30 | 11 | 8  | 11 | 42–36   | +6  | 41                                                     |                                                |
| 9.  | Győri ETO           | 30 | 10 | 11 | 9  | 40–35   | +5  | 41                                                     |                                                |
| 10. | Budapest Honvéd     | 30 | 11 | 7  | 12 | 36–39   | −3  | 40                                                     |                                                |
| 11. | Vasas SC            | 30 | 11 | 7  | 12 | 34–46   | −12 | 40                                                     |                                                |
| 12. | Kecskeméti TE (KGY) | 30 | 11 | 3  | 16 | 51–56   | −5  | 36                                                     | 2011–2012-es Európa-liga – 2. selejtezőkör1    |
| 13. | Lombard Pápa        | 30 | 10 | 5  | 15 | 39–52   | −13 | 35 \|rowspan="2" style="background-color: #fafafa;" \| |                                                |
| 14. | BFC SiófokÚ         | 30 | 8  | 10 | 12 | 29–41   | −12 | 34                                                     |                                                |
| 15. | MTK Budapest (K)    | 30 | 8  | 6  | 16 | 35–49   | −14 | 30                                                     | NB II                                          |
| 16. | Szolnoki MÁVÚ (K)   | 30 | 5  | 6  | 19 | 26–56   | −30 | 21                                                     | NB II                                          |

Utolsó frissítés: 2011. május 22. 
Forrás: MLSZ adatbank 
A rangsorolás alapszabályai: 1. összpontszám, 2. győzelmek száma, 3. gólkülönbség, 4. szerzett gólok száma, 5. egymás elleni eredmények összpontszáma,  6. egymás elleni eredmények gólkülönbsége, 7. egymás elleni eredmények szerzett góljainak száma, 8. egymás elleni eredmények idegenben szerzett góljainak száma.
1 A Kecskeméti TE a 2011–2012-es Európa-liga 2. selejtezőkörében indulhat, kupagyőztesként.
(B): Bajnokcsapat, (K): Kieső csapat, (F): Feljutó csapat, (I): Kupainduló, (R): A rájátszás győztese, (KGY): Kupagyőztes

#### Eredmények összesítése
Az alábbi táblázatban összesítve szerepelnek az MTK Budapest 2010/11-es bajnokságban elért eredményei.
| Ősz/tavasz (forduló)    | Otthon | Otthon | Otthon | Otthon | Otthon | Otthon | Otthon | Idegenben | Idegenben | Idegenben | Idegenben | Idegenben | Idegenben | Idegenben |
| Ősz/tavasz (forduló)    | M      | GY     | D      | V      | LG–KG  | GK     | P      | M         | GY        | D         | V         | LG–KG     | GK        | P         |
| ----------------------- | ------ | ------ | ------ | ------ | ------ | ------ | ------ | --------- | --------- | --------- | --------- | --------- | --------- | --------- |
| Őszi szezon (1–16.)     | 8      | 4      | 1      | 3      | 14–12  | +2     | 13     | 8         | 1         | 3         | 4         | 5–13      | –8        | 6         |
| Tavaszi szezon (17–30.) | 7      | 2      | 1      | 4      | 9–13   | –4     | 7      | 7         | 1         | 1         | 5         | 7–11      | –4        | 4         |
| Összesen (1–30.)        | 15     | 6      | 2      | 7      | 23–25  | –2     | 20     | 15        | 2         | 4         | 9         | 12–24     | –12       | 10        |

#### Helyezések fordulónként
| Forduló  | 1  | 2  | 3 | 4 | 5  | 6 | 7  | 8 | 9 | 10 | 11 | 12 | 13 | 14 | 15 | 16 | 17 | 18 | 19 | 20 | 21 | 22 | 23 | 24 | 25 | 26 | 27 | 28 | 29 | 30 |
| -------- | -- | -- | - | - | -- | - | -- | - | - | -- | -- | -- | -- | -- | -- | -- | -- | -- | -- | -- | -- | -- | -- | -- | -- | -- | -- | -- | -- | -- |
| Helyszín | O  | I  | O | I | O  | I | O  | O | I | O  | I  | O  | I  | O  | I  | I  | O  | I  | O  | I  | O  | I  | I  | O  | I  | O  | I  | O  | I  | O  |
| Eredmény | GY | GY | V | D | GY | D | GY | V | V | D  | V  | V  | V  | GY | D  | V  | GY | V  | D  | V  | V  | D  | V  | V  | V  | GY | V  | V  | GY | V  |
| Helyezés | 2  | 1  | 4 | 4 | 5  | 4 | 2  | 4 | 8 | 8  | 10 | 12 | 12 | 10 | 10 | 12 | 11 | 12 | 14 | 14 | 14 | 14 | 15 | 15 | 15 | 15 | 15 | 15 | 15 | 15 |

Helyszín: O = Otthon; I = Idegenben. Eredmény: GY = Győzelem; D = Döntetlen; V = Vereség.

### Magyar kupa
| 3. forduló 2010. szeptember 22. 15:30 |

| Videoton II   | 0 – 4               | MTK Budapest                                                          |
| ------------- | ------------------- | --------------------------------------------------------------------- |
| Margitics 65' | (0 – 3) Jegyzőkönyv | Szabó 16' Pátkai 23' Szekeres 30' Nikházi 81' Gál 50' Vukadinović 57' |

| Felcsút Nézőszám: 300 Játékvezető: Oláh Gábor (magyar) |

| 4. forduló 2010. október 26. 14:30 |

| Ceglédi VSE | 0 – 5               | MTK Budapest                                                    |
| ----------- | ------------------- | --------------------------------------------------------------- |
| Juhász 37'  | (0 – 1) Jegyzőkönyv | Kanta 24' Sütő 54' Pátkai 66' Csiki 83' Tischler 86' Macura 82' |

| CVSE Malomtó széli sporttelep, Cegléd Nézőszám: 200 Játékvezető: Andó-Szabó Sándor (magyar) |

| 5. forduló Első mérkőzés 2010. november 9. 17:00 |

| MTK Budapest              | 0 – 0               | Győri ETO                               |
| ------------------------- | ------------------- | --------------------------------------- |
| Kanta 15' Vukadinović 19' | (0 – 0) Jegyzőkönyv | Alekszidze 37' Eugène 78' Ganugrava 80' |

| Hidegkuti Nándor Stadion, Budapest Nézőszám: 196 Játékvezető: Veizer Roland (magyar) |

| 5. forduló Visszavágó 2011. március 2. 18:00 |

| Győri ETO                   | 1 – 1               | MTK Budapest                   |
| --------------------------- | ------------------- | ------------------------------ |
| Völgyi 34' 27' Stanišić 32' | (1 – 1) Jegyzőkönyv | Pátkai 39' Ladányi 83' Gál 85′ |

| ETO Park, Győr Nézőszám: 1 200 Játékvezető: Iványi Zoltán (magyar) |

- Idegenben lőtt góllal az MTK jutott tovább.

| 6. forduló Első mérkőzés 2011. március 8. 18:00 |

| MTK Budapest | 0 – 0               | Zalaegerszegi TE                     |
| ------------ | ------------------- | ------------------------------------ |
|              | (0 – 0) Jegyzőkönyv | Miljatovič 22' Szalai 44' Kovács 75' |

| Hidegkuti Nándor Stadion, Budapest Nézőszám: 500 Játékvezető: Vad II. István (magyar) |

| 6. forduló Visszavágó 2011. március 15. 17:00 |

| Zalaegerszegi TE                                                   | 2 – 1               | MTK Budapest                                |
| ------------------------------------------------------------------ | ------------------- | ------------------------------------------- |
| Delić 36' 30' Turkovs 48' Simonfalvi 47' Miljatovič 85' Kovács 90' | (1 – 1) Jegyzőkönyv | Könyves 43' Vukmir 23' Szekeres 71' Pál 88' |

| ZTE Aréna, Zalaegerszeg Nézőszám: 4 352 Játékvezető: Kassai Viktor (magyar) |

### Ligakupa

#### Csoportkör (B csoport)
| 2010. július 24. 17:00 |

| MTK Budapest                                    | 4 – 2               | Paksi FC                         |
| ----------------------------------------------- | ------------------- | -------------------------------- |
| Pál Sz. 6' 14' Molnár 31' 39' Szabó 34' Gál 83' | (4 – 1) Jegyzőkönyv | Bartha 41' Lisztes 63' Fiola 54' |

| MTE Sporttelep, Budapest Játékvezető: Kovács Zoltán (magyar) |

| 2010. július 28. 15:00 |

| Vasas SC                                              | 4 – 1               | MTK Budapest              |
| ----------------------------------------------------- | ------------------- | ------------------------- |
| Pavičević 9' Ferenczi 11' 59' Ben Únesz 38' Bakos 71' | (3 – 1) Jegyzőkönyv | Skriba 35' 55' Macura 53' |

| Illovszky Rudolf Stadion, Budapest Játékvezető: Bognár Tamás (magyar) |

| 2010. december 1. 13:00 |

| Paksi FC                                        | 4 – 0               | MTK Budapest           |
| ----------------------------------------------- | ------------------- | ---------------------- |
| Nagy I. 40' Magasföldi 68' Haraszti 80' Pap 89' | (1 – 0) Jegyzőkönyv | Kornis 40′ Pál Sz. 43′ |

| Fehérvári úti stadion, Paks Játékvezető: Szilasi Szabolcs (magyar) |

| 2010. december 8. 13:00 |

| MTK Budapest         | 1 – 2               | Vasas SC                   |
| -------------------- | ------------------- | -------------------------- |
| Eppel 61' Molnár 82' | (0 – 1) Jegyzőkönyv | Ferenczi 3' 69' Katona 37' |

| MTE Sporttelep, Budapest Játékvezető: Takács János (magyar) |

#### A B csoport végeredménye
| Színmagyarázat | Színmagyarázat                                                 |
| -------------- | -------------------------------------------------------------- |
|                | A csoportelső bejutott a negyeddöntőbe.                        |
|                | A csoport többi helyezettje nem folytathatta a kupaszereplést. |

| Csapat       | M | Gy | D | V | G+ | G– | Gk | P |
| ------------ | - | -- | - | - | -- | -- | -- | - |
| Paksi FC     | 4 | 3  | 0 | 1 | 12 | 5  | +7 | 9 |
| Vasas SC     | 4 | 2  | 0 | 2 | 7  | 8  | –1 | 6 |
| MTK Budapest | 4 | 1  | 0 | 3 | 6  | 12 | –6 | 3 |

## Külső hivatkozások
- A csapat hivatalos honlapja
- A Magyar Labdarúgó Szövetség honlapja, adatbankja